# Pappardelle

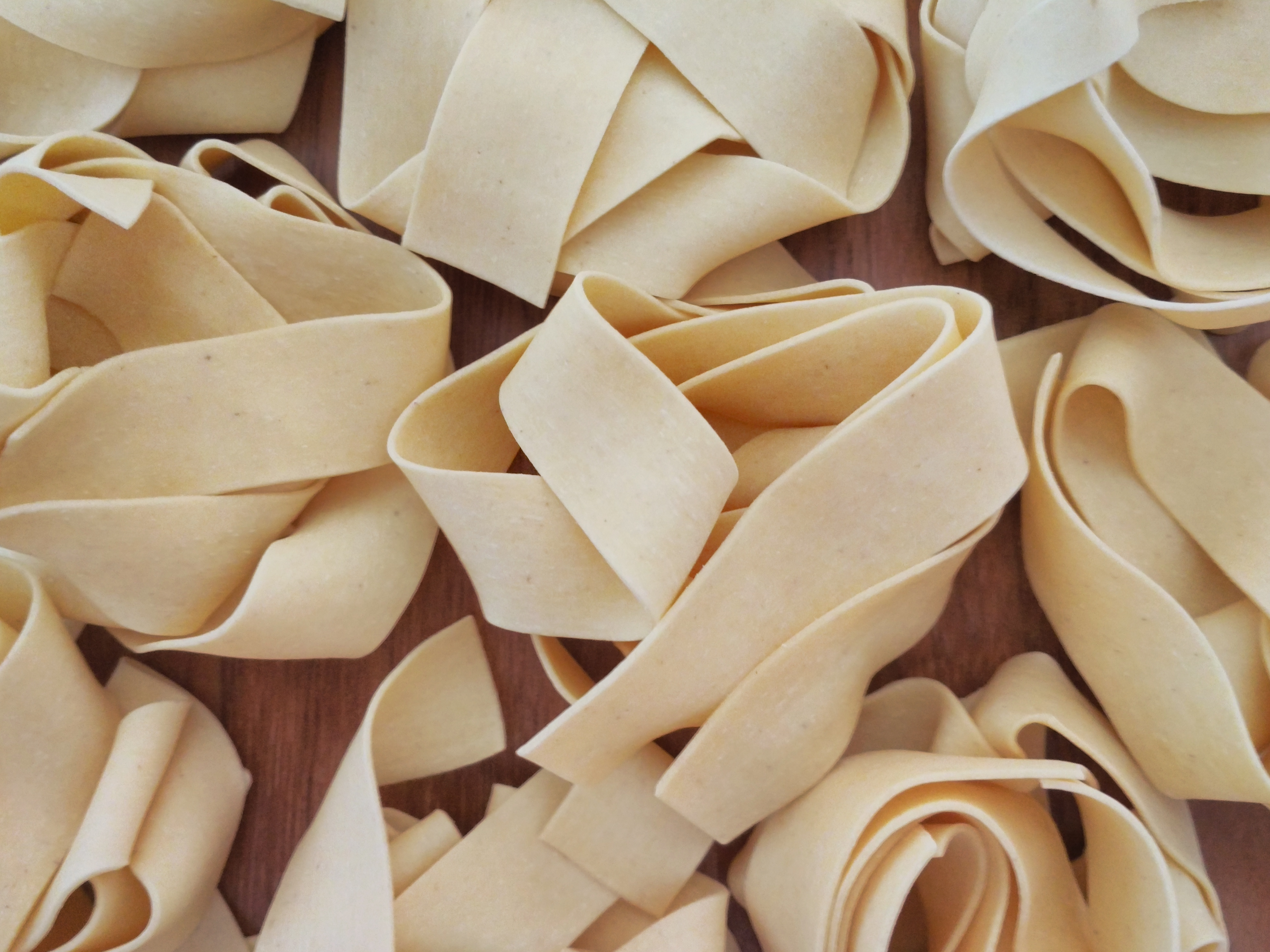
pappardelle crudo

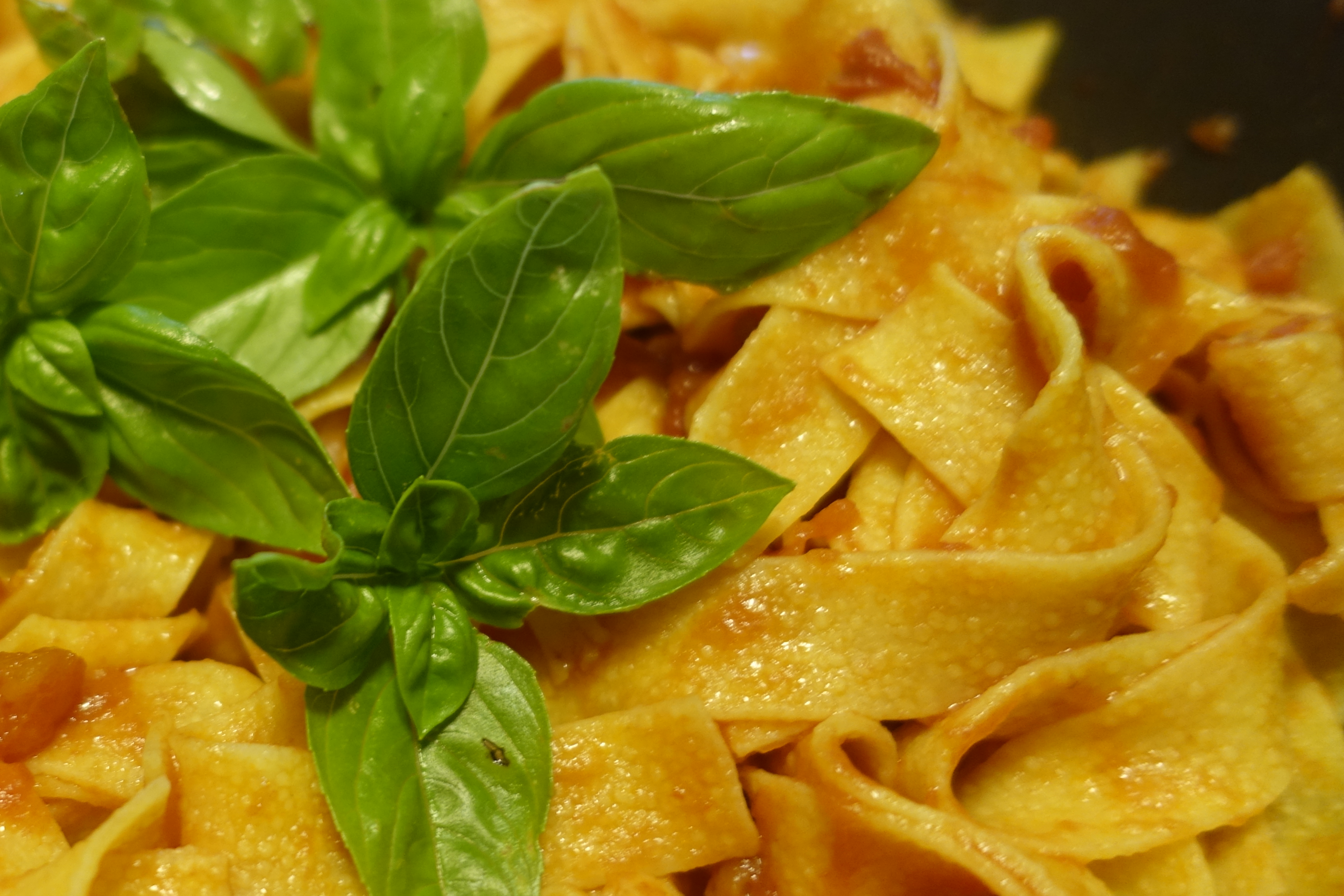
Pappardelle

Pappardelle (también al singular: pappardella) es una especie de fettuccine anchas. El nombre deriva del verbo “pappare” que en italiano se traduce como: engullir. Se elaboran con huevo y suelen ser de dos a cuatro centímetros de anchura.

## Platos
Es muy habitual en la Toscana y ya aparecía en el Decamerón de Boccaccio (VIII,3). Se suele emplear por su tamaño en algunas sopas como: Caldo de pappardelle elaborado con garbanzos, un plato más conocido en la cocina italiana es el Pappardelle ai Funghi Porcini.